# Notaspidium braziliense
Notaspidium braziliense är en stekelart som beskrevs av Halstead 1991. Notaspidium braziliense ingår i släktet Notaspidium och familjen bredlårsteklar. Inga underarter finns listade i Catalogue of Life.